# Anne Sundby
Anne Sundby (1944) è un'ex sciatrice alpina norvegese.

## Biografia
Anne Sundby vinse la medaglia di bronzo nella discesa libera ai Campionati norvegesi 1962 (Ørsta, 23-25 marzo) e nello stesso anno partecipò al trofeo Holmenkollen-Kandahar (Holmenkollen, 2-4 marzo), dove si classificò 12ª nello slalom gigante; non prese parte a rassegne olimpiche o iridate. Dopo il ritiro è stata maestra di sci in Norvegia, negli Stati Uniti e in Scozia e ha gareggiato in competizioni per veterani fino al 2014.

## Palmarès

### Campionati norvegesi
- 1 medaglia[senza fonte]:
  - 1 bronzo (discesa libera nel 1962)

## Riconoscimenti
- Årets Ski (2019)[1]